# Региолект
Региолект е регионална форма на литературния език, заемаща място между диалекта и литературния език. Региолектът е видоизменена под влияние на литературния език форма на диалекта. Според лингвиста Александър Герд, региолектът е особена форма на устна реч, в която са загубени много от архаичните черти на диалекта и са се развили нови особености.
Терминът се използва в руската (региолект) и френската (régiolecte) диалектология. В немската диалектология подобни форми на езика се наричат полудиалект (Halbmundart). В полски и чешки традиции се използва терминът интердиалект.
Терминът региолект се използва в България предимно за означение македонската литературна норма.